# 数据标注
数据标注是指對數據加上一個或多個標籤的過程。例如，在未被標註的一張照片中，可以標註該圖片是馬還是牛，在一個未被標註的音訊中，可以標註它裡面說了哪些詞，或者是一段影片中的演員正在做了什麼動作、新聞文章的主題是什麼、一則推文在表達什麼樣的情緒、X光圖中某個點是否為腫瘤。
標記過程需要人類介入，即人為的給這些數據加上標籤。正因為這樣，获取被標註過的数据的成本比获取原始未標註的数据的成本高得多。
数据標籤的準確性直接影响监督学习的效果，因为监督学习就是根据數據上的标签学习的。 